# Elektronische Form
Die elektronische Form ist im Rechtswesen eine Formvorschrift, die bei Rechtsgeschäften im Wege des elektronischen Datenaustauschs die Schriftform ersetzt, soweit dies gesetzlich erlaubt ist.

## Allgemeines
Zur Vertragsfreiheit gehört auch der Grundsatz der Formfreiheit, der die Abgabe von Willenserklärungen und den Abschluss von Rechtsgeschäften ohne Einhaltung einer bestimmten Form ermöglicht. Deshalb sind auch mündlich, durch Gebärdensprache (Handschlag, Kopfnicken) und sogar stillschweigend abgeschlossene Verträge allgemein wirksam. Diese generelle Formfreiheit erleichtert und beschleunigt den Rechtsverkehr insbesondere bei Massengeschäften des Alltags (Kauf im Supermarkt).
Im Dezember 2016 wies das Verwaltungsrecht des Bundes über 3000 Rechtsvorschriften auf, in denen die Schriftform angeordnet wurde. Allerdings ist im Verwaltungsrecht des Bundes die Schriftform im Sinne einer unterzeichneten Erklärung nicht mehr in jedem Fall erforderlich. In vielen Fällen sind auch einfache elektronische Verfahren wie die Versendung eines elektronischen Dokuments mit E-Mail als elektronischer Ersatz ausreichend. Von insgesamt 586 Rechtsvorschriften des Bundes konnte nach Ansicht der Bundesregierung auf die Anordnung der Schriftform verzichtet werden, so dass sie in diesen Rechtsvorschriften entweder ersatzlos gestrichen wurden oder dass an ihrer Stelle möglichst einfache elektronische Verfahren zugelassen werden konnten. Ein Verzicht traf nach dem Bericht der Bundesregierung 103 Rechtsvorschriften, elektronische Verfahren könnten bei 483 Rechtsvorschriften zum Einsatz kommen.
Im April 2017 trat daraufhin das Gesetz zum Abbau verzichtbarer Anordnungen der Schriftform im Verwaltungsrecht des Bundes in Kraft, mit dem die elektronische Form als zulässige Erklärungsform in 182 Gesetzen und Verordnungen zugelassen wurde.

## Rechtsfragen
Der Gesetzgeber hat mit der elektronischen Form im Juli 2001 das Internet als modernes Kommunikationsmittel auch im Rechtsverkehr anerkannt.
Die elektronische Form ist beispielsweise bei der Eintragung oder Löschung in öffentlichen Registern möglich, so etwa beim Handelsregister (§ 8a HGB), Unternehmensregister (§ 8b HGB) oder beim Grundbuch (Erbbaugrundbuch, Wohnungsgrundbuch und Teileigentumsgrundbuch). Seit Januar 2007 wird das Handelsregister vollständig elektronisch geführt. Sowohl die Übermittlung und Einreichung der Anmeldungen zur Eintragung EGVP als auch die Auskunft über den Inhalt der Eintragungen und der hinterlegten Dokumente erfolgt mittels elektronischer Informations- und Kommunikationssysteme (E-Justice). Im Grundbuchrecht ist § 12 GBO auf die elektronische Form anwendbar; das EDV-Grundbuch ersetzt nach § 133 GBO das bisherige Papier-Grundbuch. Eine Eintragung wird gemäß § 129 Abs. 1 GBO wirksam, sobald sie in den für die Grundbucheintragungen bestimmten Datenspeicher aufgenommen ist und auf Dauer inhaltlich unverändert in lesbarer Form wiedergegeben werden kann. Gemäß § 87a Abs. 3 AO kann die Schriftform im Steuerrecht auch durch ein elektronisches Formular ersetzt werden.
Die Schriftform kann allgemein nur durch die elektronische Form ersetzt werden, wenn die Vertragsparteien damit einverstanden sind. Ausgeschlossen ist die elektronische Form beispielsweise beim Teilzeit-Wohnrechtevertrag (§ 484 Abs. 1 BGB), Verbraucherdarlehensvertrag (§ 492 Abs. 1 BGB), bei der Kündigung eines Arbeitsverhältnisses (§ 623 BGB), beim Leibrentenversprechen (§ 761 Satz 2 BGB), der Bürgschaft (§ 766 Satz 2 BGB), Schuldversprechen (§ 780 Satz 2 BGB) oder Schuldanerkenntnis (§ 781 Satz 2 BGB) und bei Berufsausbildungsverträgen (§ 11 Abs. 1 BBiG).

## Anwendung
Wo die Schriftform durch elektronische Form ersetzt werden kann, kollidiert letztere mit dem Übereilungsschutz, für den die Schriftform unter anderem geschaffen wurde. Außerdem entledigt sich der Erklärende seinem Widerrufsrecht aus § 130 Abs. 1 Satz 2 BGB.
Soll die elektronische Form an die Stelle der Schriftform treten, muss über den Inhalt des Rechtsgeschäfts ein elektronisches Dokument erstellt werden, dem der Name des Ausstellers hinzuzufügen ist und das mit einer qualifizierten elektronischen Signatur zu versehen ist (§ 126a Abs. 1 BGB). Elektronische Signatur sind Daten in elektronischer Form, die anderen elektronischen Daten beigefügt oder logisch mit ihnen verbunden werden und die der Unterzeichner zum Unterzeichnen verwendet. Die qualifizierte elektronische Signatur muss auf einem zum Zeitpunkt ihrer Erzeugung gültigen qualifizierten Zertifikat (§ 12 Abs. 1 VDG) beruhen und mit einer sicheren Signaturerstellungseinheit erzeugt werden (§ 2 Nr. 3 SigG a. F.). Qualifizierte elektronische Signatur ist eine fortgeschrittene elektronische Signatur, die von einer qualifizierten elektronischen Signaturerstellungseinheit erstellt wurde und auf einem qualifizierten Zertifikat für elektronische Signaturen beruht. Qualifizierte elektronische Signaturen genießen den Anschein der Echtheit (§ 371a ZPO).
Bei einem Vertrag müssen die Vertragsparteien jeweils ein gleich lautendes Dokument elektronisch signieren (§ 126a Abs. 2 BGB).

## International
Eines der Ziele der Verordnung (EU) Nr. 910/2014 vom 23. Juli 2014 ist die Beseitigung bestehender Hindernisse bei der grenzüberschreitenden Verwendung elektronischer Identifizierungsmittel, die in den EU-Mitgliedstaaten zumindest die Authentifizierung für öffentliche Dienste ermöglichen. In Art. 6 dieser Verordnung ist die gegenseitige Anerkennung der elektronischen Identifizierung vorgeschrieben.
In Österreich gilt nach § 4 Abs. 3 ÖSigG bei elektronischen Dokumenten, die mit einer sicheren elektronischen Signatur versehen sind, die Vermutung der Echtheit analog zu § 294 ÖZPO. Die sichere elektronische Signatur erfüllt das rechtliche Erfordernis der Schriftlichkeit nach § 886 ABGB. Die Bürgerkarte mit elektronischer Unterschrift ist eine Kombination aus einem amtlichen elektronischen Ausweis (einer SmartCard, meist der e-card, landläufig dann im Speziellen „Bürgerkarte“ genannt) oder der ID Austria und einem digitalen Zertifikat. Sie findet besonders im E-Government (im elektronischen Verwaltungsverfahren), aber auch bei wirtschaftlichen Vorgängen als Äquivalent zur eigenhändigen Unterschrift Verwendung und ist dieser als qualifizierte elektronische Signatur gleichgestellt.
Die Schweiz kennt die elektronische und fortgeschrittene elektronische Signatur, geregelt in Art. 2 Bundesgesetz über die elektronische Signatur (ZertES) vom 18. März 2016 sowie durch die Verordnung über Zertifizierungsdienste im Bereich der elektronischen Signatur (VZertES). Diese dürfen von Zertifizierungsdiensten angeboten werden, die nach Art. 3 ZertES anerkannt und durch eine Akkreditierungsstelle registriert wurden. In Art. 14 Abs. 2 OR bzw. Art. 59a OR ist eine Gleichstellung von ZertES-konformer elektronischer Signatur und Handunterschrift im Bereich gesetzlicher Formvorschriften sowie eine Haftung des Inhabers des Signierschlüssels für den sorgfältigen Umgang mit dem Schlüssel vorgesehen.
Im Vereinigten Königreich setzte der Electronic Communications Act aus dem Jahre 2000 die europäische Richtlinie EG/99/93 vom 13. Dezember 1999 um, wobei eine elektronische Signatur (englisch electronic signature) vorgesehen ist, die einer elektronischen Erklärung oder elektronischen Daten beigefügt ist. Die digitale Signatur besitzt denselben Status wie eine handschriftliche Unterschrift, wobei aber manche Schriftstücke weiterhin eine handschriftliche Unterschrift erfordern (etwa Grundstückskaufverträge).